# Vieux pont de Gien
Pour les articles homonymes, voir Gien (homonymie).
Le vieux pont de Gien ou pont Anne-de-Beaujeu est un pont en maçonnerie franchissant la Loire à Gien dans le département du Loiret et la région Centre-Val de Loire.

## Géographie
Le pont supporte la route départementale D 941 qui relie la commune de Gien sur la rive droite de la Loire, à la commune de Poilly-lez-Gien sur la rive gauche, en amont du viaduc de Gien et en aval du nouveau pont de Gien.

## Description technique de l’ouvrage[2]
Le Pont de Gien se compose de 12 poutres d’inégales grandeurs s’appuyant sur 11 piles très fortes et deux culées d’extrémité. D’un aspect monumental, il est construit en pierres de taille et moellons piqués, quoique plusieurs voûtes et tympans soient composées de matériaux de petites dimensions.
Ce pont a une longueur totale de 282,16 mètres entre culées.
L’ouverture des arches est de l’arche 1 en rive gauche à l'arche 12 en rive droite de : 13,71 m, 14,72 m, 14,81 m, 14,65 m, 14,70 m, 14,42 m, 19,19 m, 20,59 m, 20,69 m, 13,47 m, 20,13 m, 17,90 m.
Les voûtes sont en anse de panier et en plein cintre.
Il supporte une chaussée de deux voies de circulation d'une largeur totale de 5,75 m et de deux trottoirs de 1 m de large renfermant plusieurs réseaux : eau, électricité, télécommunication, gaz.
Les parapets de 0,46 m de large et 1,15 m de haut sont en pierre de taille.
La déclivité du profil en long, sensiblement constante, est de 1,95 % côté rive gauche et de 5,31 % côté rive droite, formant ainsi un dos d’âne fortement prononcé et dissymétrique.

### Voûtes

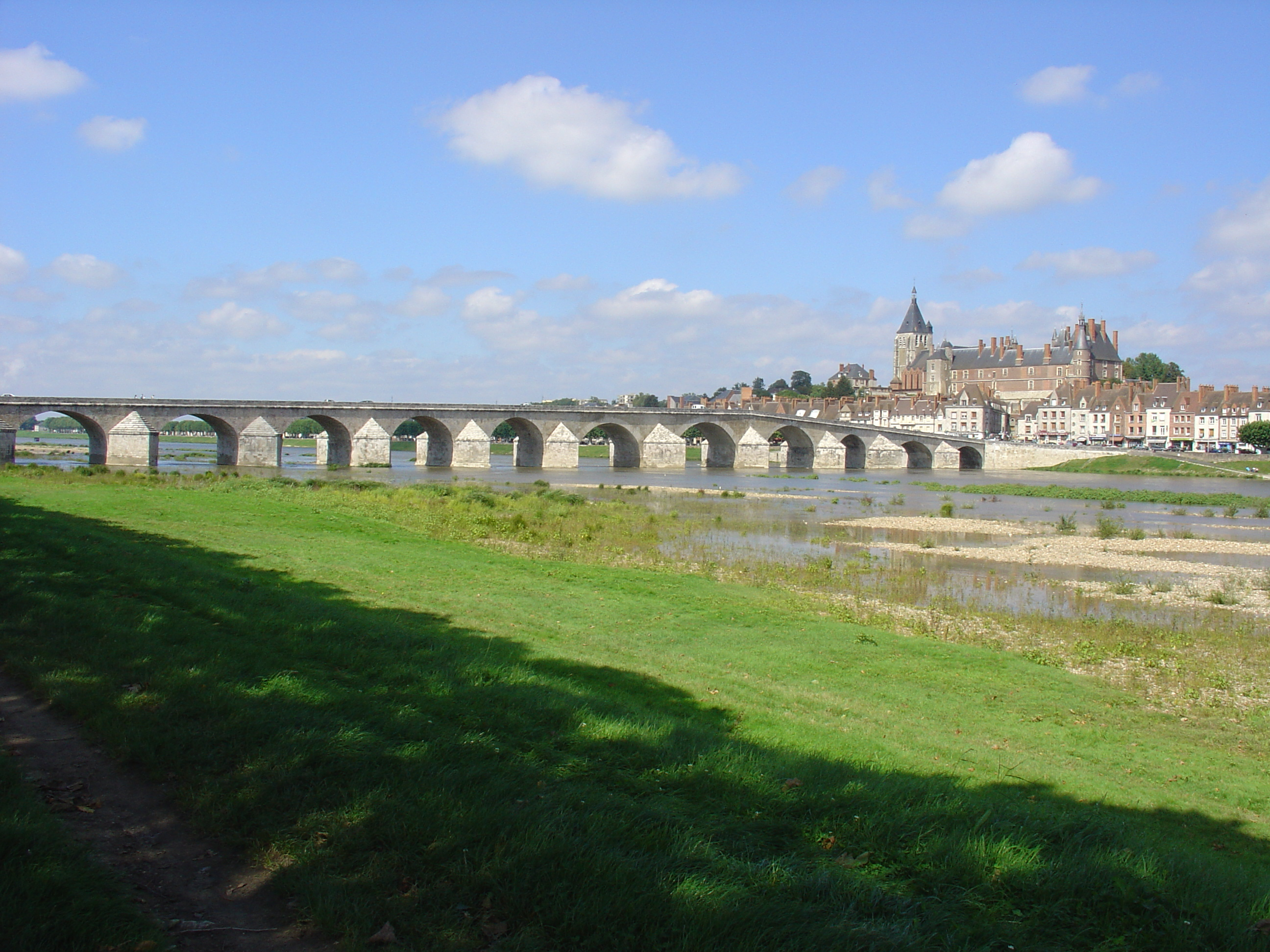
Le pont vu de la rive gauche

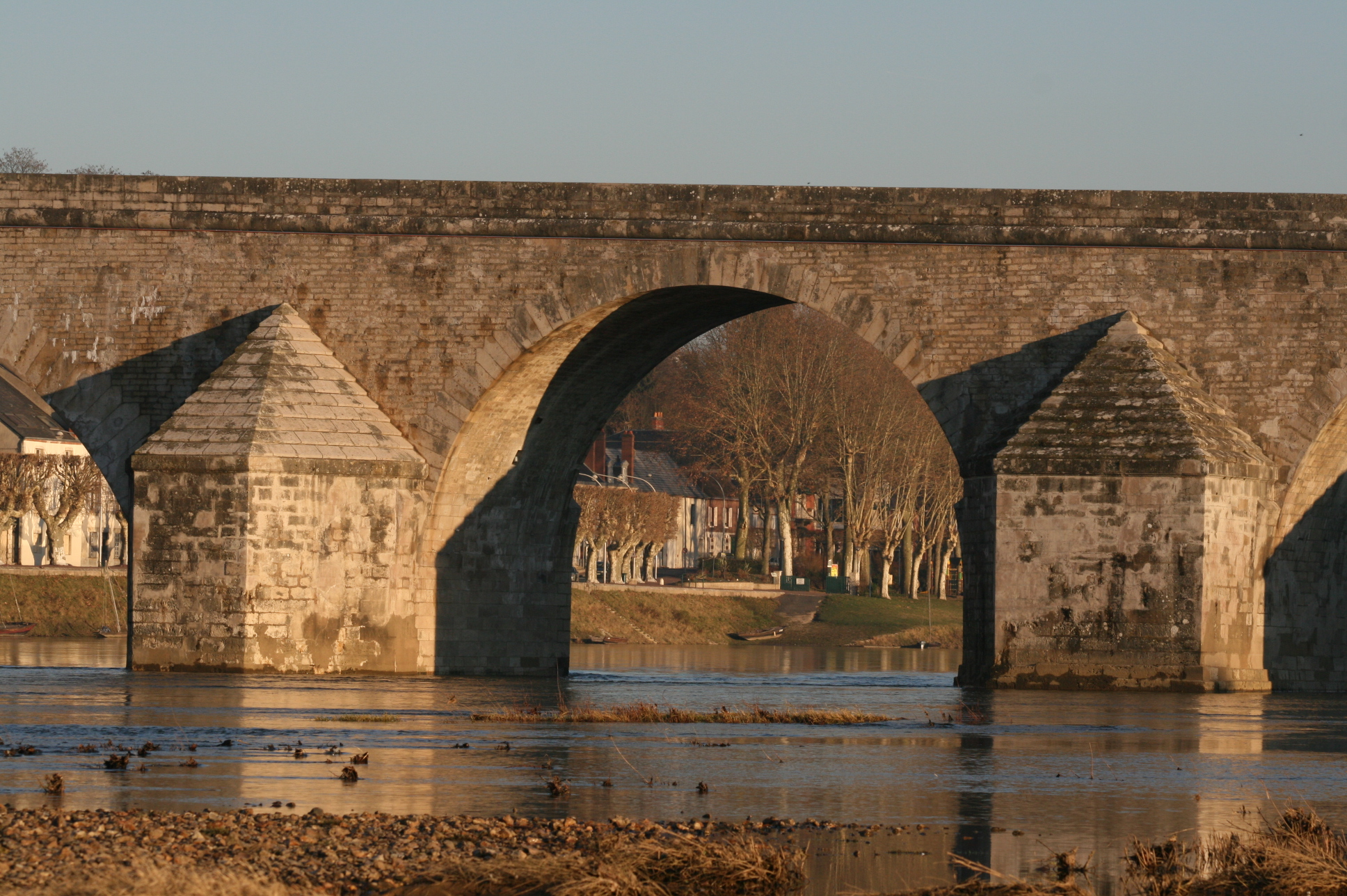
Une voûte en plein cintre

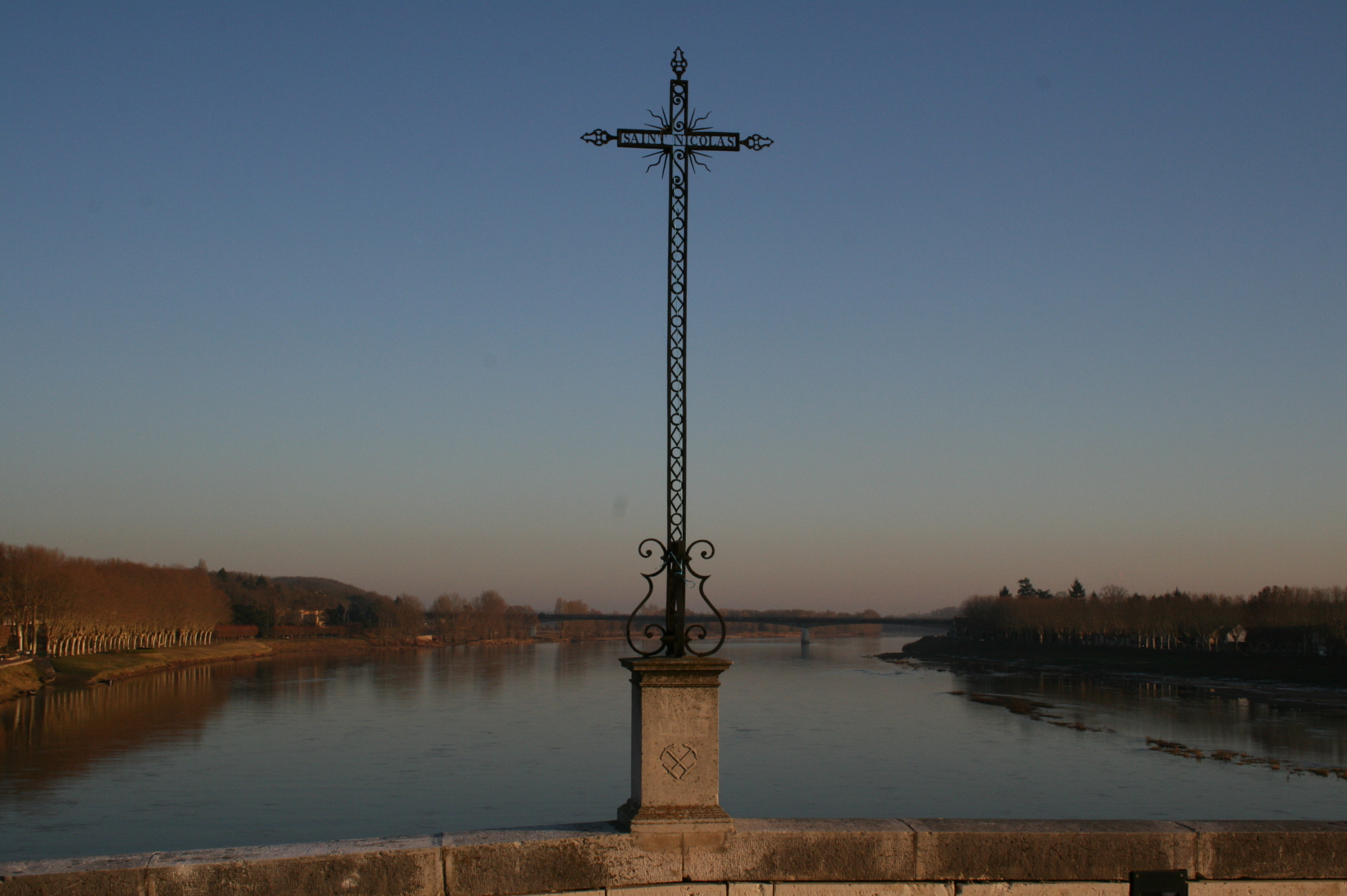
La croix Saint-Nicolas

Une partie des pierres constituant l’ouvrage proviennent de carrières de Briare et on a constaté que dans les anciennes maçonneries, les pierres reconnues comme provenant de Briare sont très gélives. C’est pourquoi en 1871 lors de la reconstruction des arches 6 et 7, il a été préféré les pierres de Souppes-sur-Loing (Seine-et-Marne). En 1941 et 1945 pour la réparation des arches 1, 2, 7, 8 et 9, les pierres proviennent de Cargoloin (Yonne), Carrière Barberey Fleury.
L’arche 7 a été reconstruite en 1941 en béton armé. Elle est constituée d’une voûte de 6,80 m de large et d’épaisseur 1,20 m aux naissances et 0,90 m à la clef en béton à 250 kg de ciment. Un faux tympan en béton armé avec contreforts reprend les efforts du remblai. Les murs de tête en maçonnerie de 0,90 m de large sont indépendants de la voûte en béton armée et séparés par un vide de 2,5 cm. Les voussoirs ont une épaisseur alternativement de 0,90 m et 0,65 m. Les moellons des parements ont les dimensions suivantes : 0,14 × 0,30 × 0,40 m.
L’arche 8, reconstruite en 1945, a été réalisée suivant le même principe.
La demi-voûte aval de l’arche 9 réparée en 1944 a également été faite en béton. Le tympan amont de l’arche 9 est réalisé en moellons équarris et pierres taillées de petites dimensions, liaisonnés par un mortier de chaux. Il a été recouvert d’un enduit en mortier de ciment. L’enduit est instable sur 50 % de sa surface et les joints en mortier de chaux sont humides et friables avec une très faible résistance.
Une auscultation des superstructures en juillet 1983 a permis de connaître la constitution des clefs de voûte des arches 2 et 10.
- clef de voûte de l’arche 2 : à 2 m du parapet amont, 7 cm d’enrobé, 13 cm de calcaire, 35 cm de maçonnerie récente, 67 cm de maçonnerie de pierre calcaire avec mortier de chaux de bonne qualité (résistance 170 bars).
- clef de voûte de l'arche 10 : à 2 m du parapet amont, 15 cm d’enrobé, 15 cm de calcaire, 50 cm de remblais graveleux, 1 130 m de maçonnerie de pierre calcaire avec mortier de chaux de bonne qualité.

### Les piles
Un carottage réalisé en 1983 a permis de connaître les caractéristiques des piles. La chaussée et le remblai représentent une hauteur de 1,30 m. Le remplissage du centre de la pile est fait à l’aide d’une maçonnerie grossière de petits blocs de pierre calcaire et parfois de silex, sur une épaisseur de 5,30 m. La base de la pile est constituée d’une maçonnerie de pierres calcaires en général plus grosses avec un mortier de chaux de bonne qualité.

### La croix de Saint Nicolas
Au sommet du dos d’âne est implantée une croix dédiée à Saint Nicolas, patron des mariniers.

## Histoire[2]

### 1246: premier pont
Le passage à gué permettant le franchissement de la Loire est remplacé par un pont en pierres sous le règne de Saint Louis, comte de Gien, en 1246. En 1458, il est emporté par la débâcle de la Loire.

### 1484: deuxième pont
D’après la tradition locale, le pont de pierre aurait été reconstruit par Anne de Beaujeu en 1484.
Pendant les guerres de religion, en septembre 1560, les protestants, maîtres de la place firent sauter une arche du pont pour empêcher le « camp du roi » de traverser la Loire.
Le 16 janvier 1608, à la suite d'un débordement de la Loire, une arche est emportée par la violence des glaces.
Le 28 mai 1733, une crue de la Loire emporte les trois arches les plus proches de la ville, l’arche centrale et plusieurs maisons construites sur le pont.

### 1734: le pont actuel

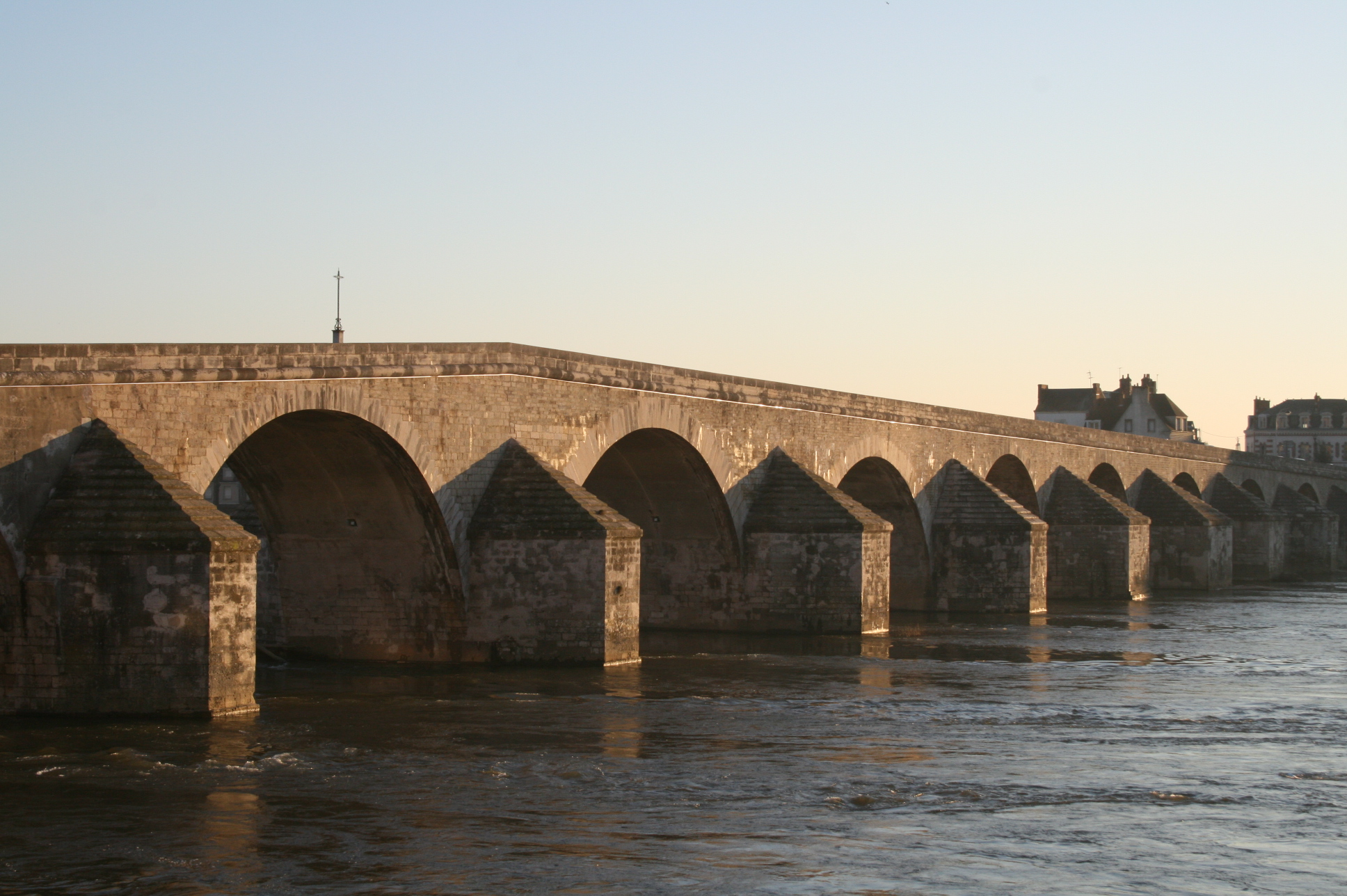
Vue à partir de la rive droite

Le pont actuel avec sa forme caractéristique en dos d’âne date sans doute de cette époque. Il a été reconstruit en 1734, vraisemblablement sur les bases des piles anciennes à l’exception des deux arches rive droite remplaçant trois arches primitives. La technique de construction est semblable à celle du pont Gabriel à Blois qui date du XVIIIe siècle.
En avril 1740, Jean-Baptiste de La Rue fait une présentation à l'Académie royale d'architecture des cintres qu'il a fait bâtir pour la construction du pont. En 1742, il a donné le modèle d'une machine pour battre les pilots.
Un plan du 10 Messidor an 11 (1803) fait penser que la 2e arche RG a été détériorée à cette époque.
Le 8 décembre 1870 après la retraite du général Charles Denis Bourbaki, les arches 6 et 7 sont coupées par le génie face à l’armée allemande.
De 1912 à 1915 eurent lieu des travaux de restauration des fondations notamment rejointoiement et enrochements des piles 7 à 11.
Le 17 juin 1940, le génie français fait sauter la 7e arche pour retarder la marche de l’armée allemande.
En 1941, la 2e arche bombardée a dû être reconstruite et la première arche réparée.
Le 30 juin 1944, un bombardement détruit la demi voûte ouest de la 9e arche, elle est réparée en juillet 1944.
Le 23 août 1944, les Allemands détruisent la 8e arche.
Le pont de Gien supporte la route de Figeac à Montargis, classée route nationale 140, puis en 1973 chemin départemental 940, aujourd'hui route départementale 941.

## Évènements récents
Des travaux de mise en lumière du pont de Gien ont été réalisés entre septembre et décembre 2007. Les luminaires sont intégrés dans le parapet et projettent une lumière rasante sur la chaussée. Le coût de ces travaux s’est élevé à 370 000 € TTC.
Une demande de classement aux monuments historiques a été introduite en 2012 par la mairie de Gien. Cette demande est instruite par le Comité scientifique de la Conservation régionale des monuments historiques, à Orléans.

## Galerie

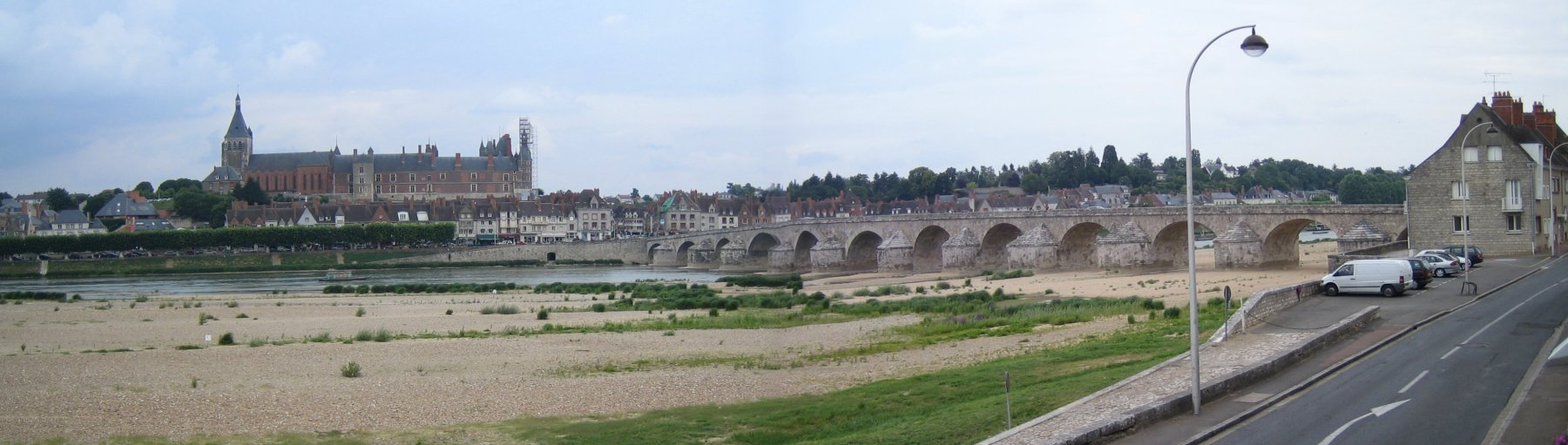
Vue panoramique à partir de la rive gauche
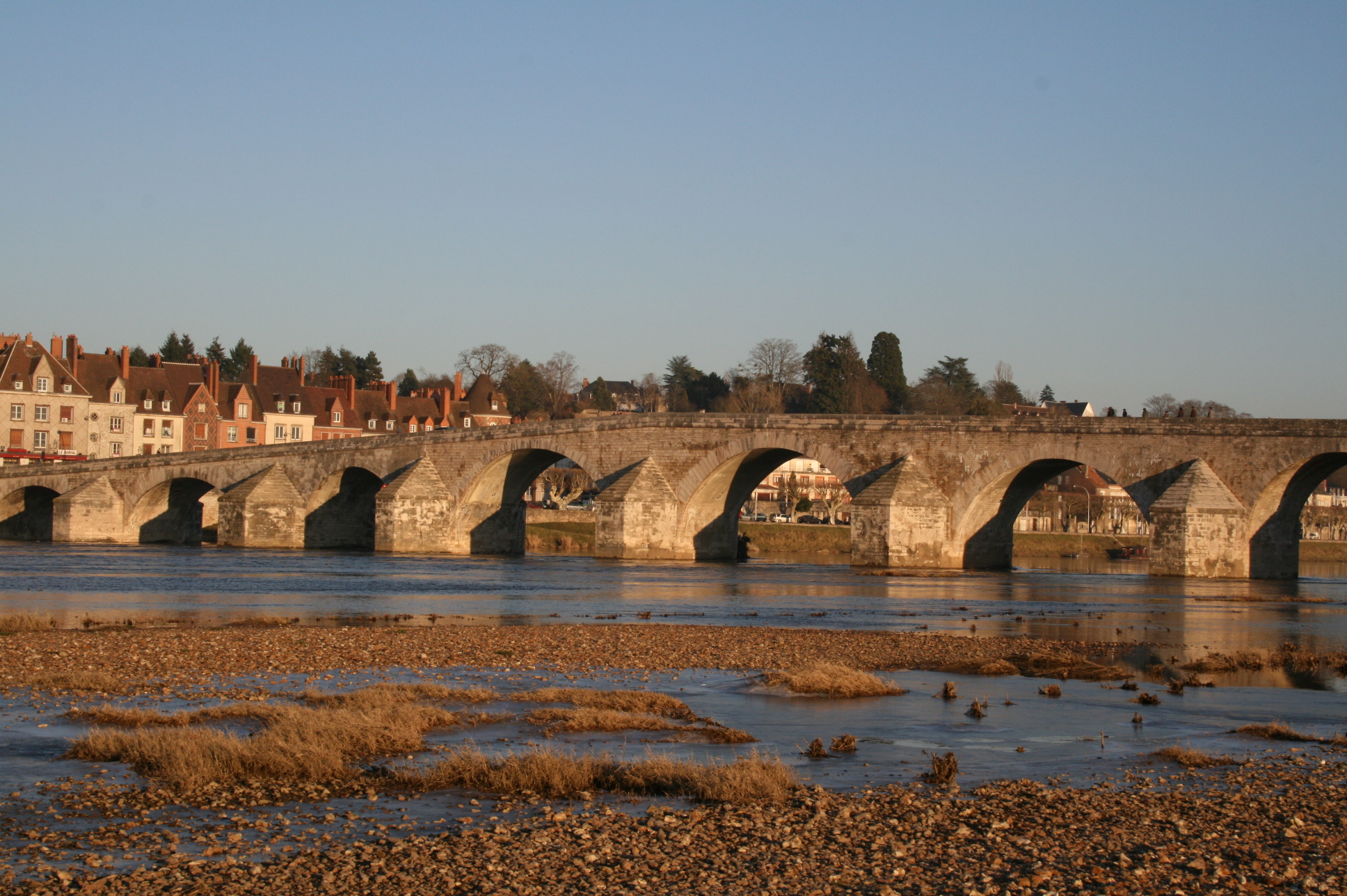
Vue générale aval du pont
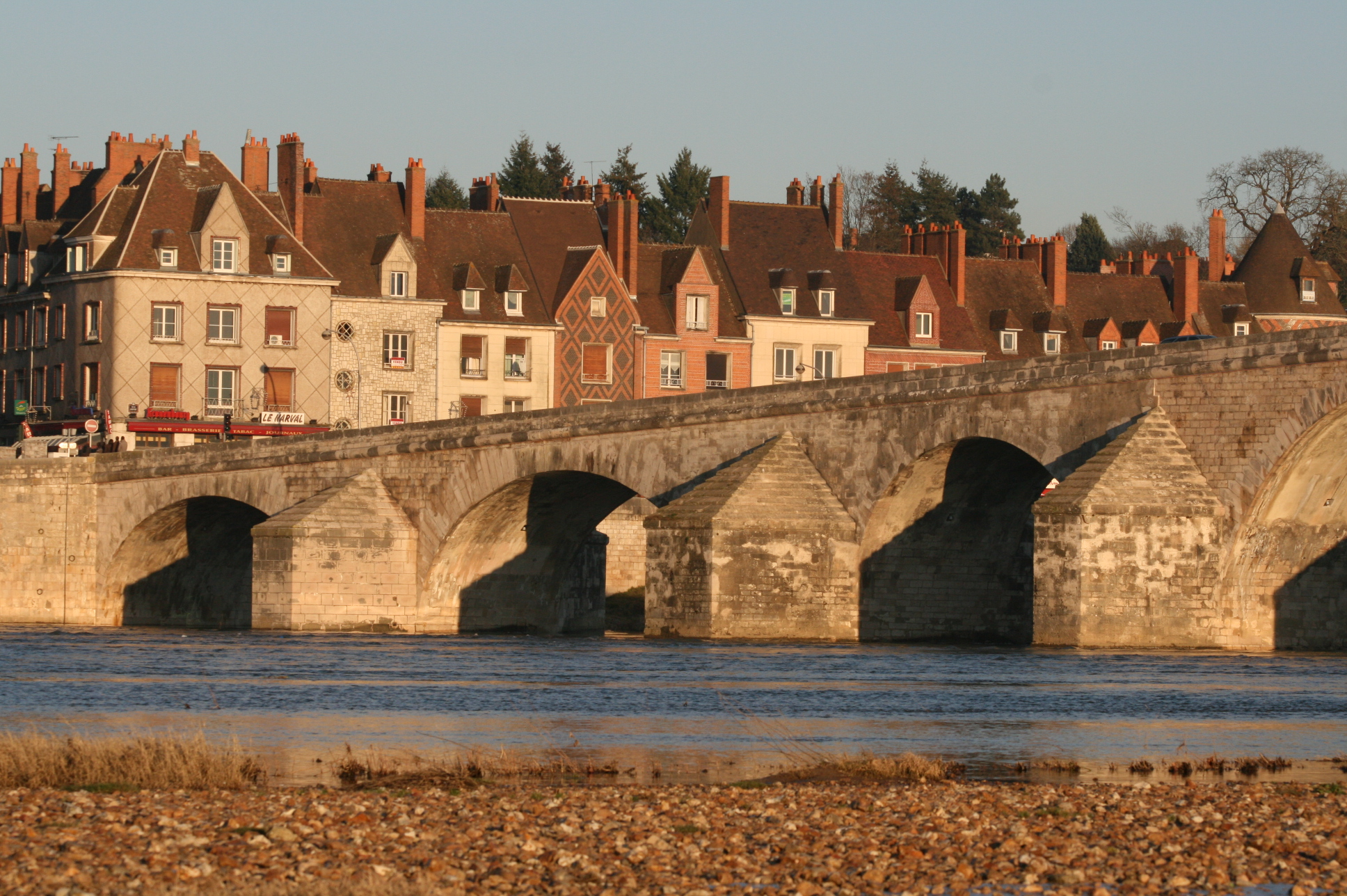
Voutes 9, 10 et 11, rive droite
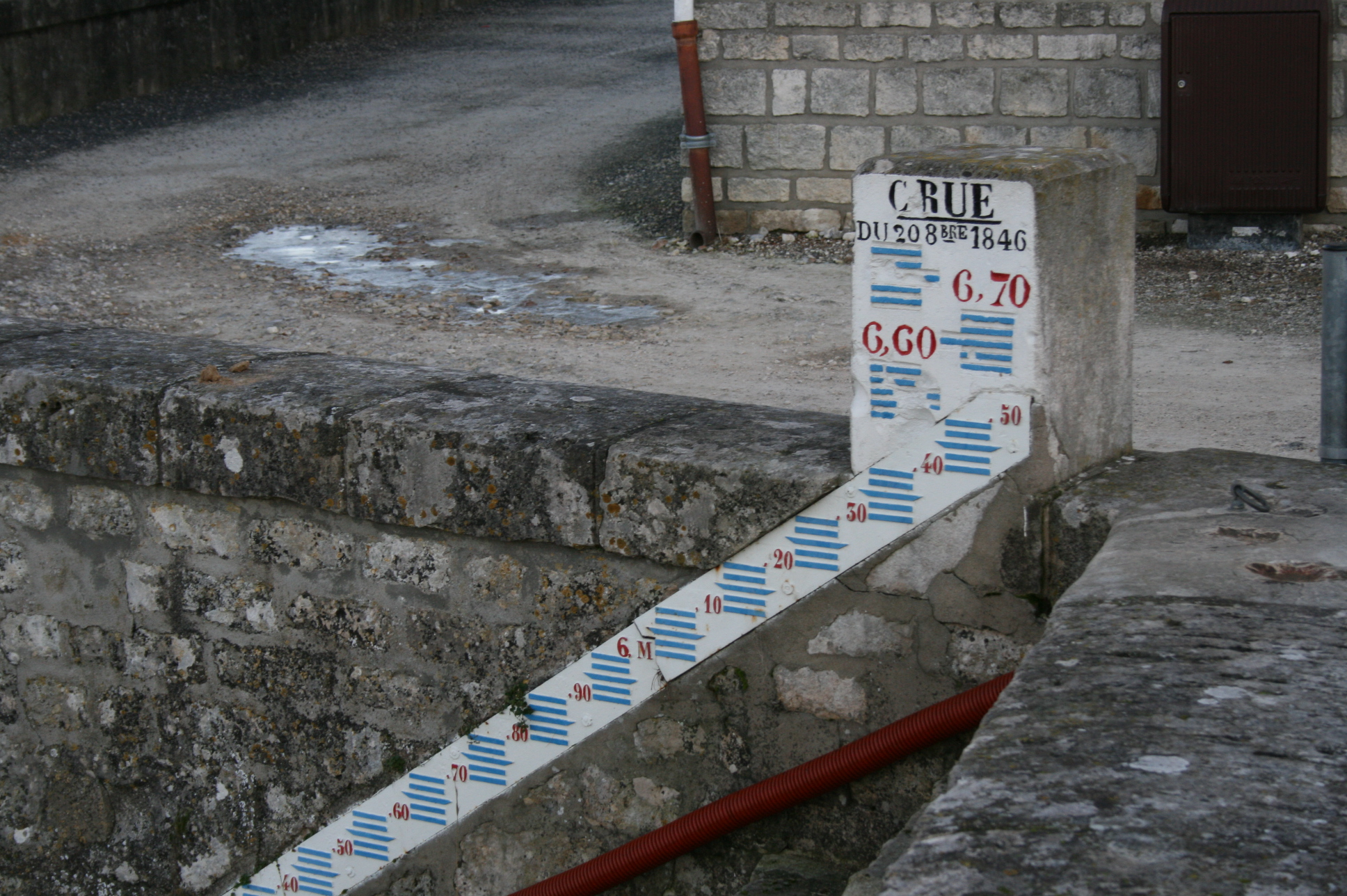
L’échelle de crue sur la rive gauche permettant de surveiller la hauteur du niveau de la Loire

## Pour approfondir